# Большедворский, Марк Александрович
 Марк Александрович Большедворский  (род. 10 июля 1975, Ангарск, СССР) — российский государственный деятель, юрист. Прокурор Севастополя с 2 октября 2018 по 1 ноября 2021 года. Государственный советник юстиции 2 класса.
Прокурор Сочи (2006 — 2017). Прокурор Республики Адыгея (2017 — 2018).

## Биография
Марк Большедворский родился в 1975 году в Ангарске Иркутской области.
В 1997 году окончил юридический факультет Иркутского государственного университета.
С 1996 года студентом начал работать в прокуратуре Иркутской области. С 1996 года в течение десяти лет занимал должности: старшего следователя, следователя по особо важным делам прокуратуры города Ангарска, заместителя, первого заместителя прокурора города Ангарска.
С сентября 2006 по ноябрь 2007 года занимал должность прокурора города Сочи.
21 ноября 2007 года назначен Приказом Генерального прокурора Российской Федерации первым заместителем прокурора Краснодарского края, прокурором города Сочи.
Указом Президента РФ N 674 от 13 июня 2009 года «О присвоении классных чинов работникам органов прокуратуры РФ» присвоен классный чин государственный советник юстиции 3 класса.
С июня 2017 по 2 октября 2018 года прокурор Республики Адыгея.
Указом Президента России Владимира Путина № 561 от 2 октября 2018 года Марк Александрович Большедворский назначен на должность прокурора города Севастополя на пятилетний срок.
Классный чин — государственный советник юстиции 2 класса.
Женат, воспитывает троих детей.

## Награды
- Орден Дружбы
- Нагрудный знак «Почётный работник прокуратуры Российской Федерации»
- Медаль «За безупречную службу»
- Медаль «Руденко»[2]
- Медаль «За выдающийся вклад в развитие Кубани» I степени
- Знак отличия «За верность закону» I степени.
- Заслуженный работник прокуратуры Российской Федерации.
- За добросовестное исполнение служебного долга поощрялся Генеральным прокурором Российской Федерации.
- Медаль «Герой труда Кубани» (14 марта 2014) — за большой личный вклад в укрепление законности и правопорядка на территории Краснодарского края и подготовку проведения XXII Олимпийских зимних игр и XI Паралимпийских зимних игр в городе Сочи